# Veľký Horeš
Veľký Horeš (in ungherese Nagygéres) è un comune della Slovacchia facente parte del distretto di Trebišov, nella regione di Košice.